# قلنبه‌قارچ‌سانان
قلنبه‌قارچ‌سانان(نام علمی: Boletales) نام یک راسته از رده کلاه‌قارچان است.